# Hyposcada schausi
Hyposcada schausi is een vlinder uit de familie Nymphalidae. De wetenschappelijke naam van de soort is voor het eerst geldig gepubliceerd in 1941 door Richard M. Fox.